# Zalaszentjakab
Zalaszentjakab je vas na Madžarskem, ki upravno spada pod podregijo Nagykanizsai Županije Zala.